# Kashi Leuchs
Kashi Ananda Leuchs (ur. 30 czerwca 1978 w Dunedin) – nowozelandzki kolarz górski i szosowy, brązowy medalista mistrzostw świata MTB w kategorii U-23.

## Kariera
Największy sukces w karierze Kashi Leuchs osiągnął w 2000 roku, kiedy podczas mistrzostw świata MTB w Sierra Nevada wywalczył brązowy medal w cross-country młodzieżowców. W tym samym roku wystąpił na igrzyskach olimpijskich w Sydney, gdzie rywalizację w cross-country ukończył na siedemnastym miejscu. Startował także na igrzyskach w Atenach w 2004 roku i rozgrywanych cztery lata później igrzyskach w Pekinie, ale plasował się w trzeciej dziesiątce. Najlepsze wyniki na mistrzostwach świata MTB osiągnął podczas MŚ w Vail w 2001 roku i MŚ w Les Gets w 2004 roku, gdzie zajmował siódme miejsce w cross-country. Ponadto w latach 2004 i 2006 zdobywał tytuł mistrza kraju w tej samej konkurencji. Na szosie nie odnosił większych sukcesów.